# Scars Borough (アルバム)
『Scars Borough』（スカーズ・ボロ）はScars Boroughの1作目のミニアルバムである。

## 概要
2009年4月22日発売。タイトルは自分達のバンド名「Scars Borough」から。ドラムの高橋宏貴が初めて作詞を担当した作品も収録。

## 収録曲
特記以外作詞・全作曲：本郷信
1. Candy Red
2. Milkshake Needle
3. AKAIKARASU
作詞：高橋宏貴
4. Cloud Alone
作詞：KYOKO・本郷信
5. Cracker Crasher Crazy
作詞：高橋宏貴・本郷信
6. That Feel